# ヤショーヴァルマン1世
ヤショーヴァルマン1世（クメール語: ព្រះបាទយសោវរ្ម័នទី១, ラテン文字転写: Yaśovarman I, 生年不詳 - 910年）は、クメール王朝の第4代君主（在位：889年 - 910年）。碑文には名君であり優れた建設者として「獅子の男」と讃えられている。

## 生涯
インドラヴァルマン1世とインドラデーヴィー1世の子。父王死後の889年、ロリュオス川流域にあったハリハラーラヤで即位し、父インドラヴァルマン1世が築いたことから「インドラタターカ」と呼ばれたバライの中央にロレイを建築し、両親や祖父母を祀った。
また、兄弟との王位継承争いの際にハリハラーラヤの王宮が破壊されたため、後にアンコール・トムが建設されるシュムリアップ川流域一帯に、第1次アンコール王都とされる新都を建設し、そこに遷都したことで知られる。この新都はヤショヴァルマン1世の名をとってヤショーダラプラと呼ばれた。
900年頃には、旧都ハリハラーラヤのバライであるインドラタターカの北東端から、ヤショーダラプラへと繋がる道路を整備させた。さらに、ヤショーダラプラの東に大規模な貯水池として「ヤショダラタターカ」と呼ばれた東バライを築いた。
ヒンドゥー教徒で、プノン・バケン寺院など国内各地に精舎とも同一視されるヒンドゥー教寺院を建設したことでも知られる。910年、ハンセン病により死去した。王位は子のハルシャヴァルマン1世が継いだ。